# Eric Stuart
Eric Stuart (Brooklyn, 18 ottobre 1967) è un doppiatore e cantante statunitense.
Ha doppiato i personaggi di Brock e James nell'anime Pokémon, di Gourry Gabriev in Slayers e di Seto Kaiba in Yu-Gi-Oh!. È inoltre la voce del narratore nell'anime One Piece e del Dr. Z in Dinosaur King.
Stuart ha pubblicato 6 album ed un EP.